# Vinci Énergies
 (août 2023).
Si vous disposez d'ouvrages ou d'articles de référence ou si vous connaissez des sites web de qualité traitant du thème abordé ici, merci de compléter l'article en donnant les références utiles à sa vérifiabilité et en les liant à la section « Notes et références ».
VINCI Energies est une entreprise française de services (maintenance industrielle, d'infrastructures, services numériques, ingénierie), filiale du groupe VINCI. Entreprise présente dans le monde entier (57 pays) pour environ 90 000 employés dans le monde, elle est une des entreprises françaises les plus importantes de son domaine, devant son concurrent Equans.

## Histoire
L'histoire de l'entreprise en tant que telle débute en 1970, avec la création de GTIE, qui regroupe les activités d'électricité de la SGE, futur groupe VINCI d'Alstom et de la CGE, futur Alcatel.
En 2003, GTIE prend le nom de VINCI Energies.
En Avril 2010 intervient le rachat du groupe Cegelec et de la société Faceo, qui devient alors VINCI Facilities,
Puis en octobre 2019, VINCI Énergies se porte acquéreur de plusieurs filiales du groupe espagnol Grupo Solar Lighting. En 2020, le groupe réalise l'acquisition de EWE OSS en Allemagne, spécialisée dans l'éolien offshore, et de Transelec Common Inc. au Québec.
En 2023, Vinci Énergie acquiert la société norvégienne Otera AS, l’américain Avanceon LLC et l’allemand bgm Baugrundberatung GmbH,.
En 2024, l’entreprise acquiert l’allemand Fernao et les entreprises néérlandaises RH Marine Netherlands B.V et Bakker Sliedrecht Electro Industrie B.V,.

## Activités
En 2024, VINCI Énergies était un conglomérat de plus de 2 100 entreprises de tailles variables, implantées dans 57 pays, réalisant un chiffre d’affaires de 20,4 milliards d’euros pour un nombre de collaborateurs s'élevant à 102 600 dans le monde.
VINCI Energies intervient principalement dans les domaines des infrastructures de transport et d'énergie (sous les marques Omexom ou Citeos en France), les services aux industries (avec la marque Actemium) , la construction et l'exploitation de bâtiments (VINCI Facilities et d'autres entreprises de spécialités pour les travaux), mais elle est également présente dans le secteur des technologies de l’information et de la communication, avec notamment la marque Axians.

## Sponsoring sportif et mécénat humanitaire
VINCI Énergies est un des trois sponsors principaux du voilier Imoca de Samantha Davies Initiatives-Cœur 4, dans le cadre du projet de mécénat humanitaire Initiatives-Cœur.